# Vladislav Rapprich
Vladislav Rapprich (* 3. ledna 1979 Teplice) je český vulkanolog a geolog.

## Život
Vystudoval geologii na Přírodovědecké fakultě Univerzity Karlovy v Praze. Od roku 2000 pracuje v České geologické službě jako odborník na vulkanické horniny a vulkanické procesy. Vedle výzkumu evropských sopek se účastnil také několika expedic zaměřených na vulkanicky aktivní oblasti Střední Ameriky a Etiopie.
Je autorem dvou popularizačních knih (Za sopkami po Čechách a Oživlé sopky České republiky), dalších popularizačních textů a také několika desítek odborných článků v prestižních mezinárodních časopisech.